# Kancheepuram
Kancheepuram là một thành phố và khu đô thị của quận Kancheepuram thuộc bang Tamil Nadu, Ấn Độ.

## Nhân khẩu
Theo điều tra dân số năm 2001 của Ấn Độ, Kancheepuram có dân số 152.984 người. Phái nam chiếm 50% tổng số dân và phái nữ chiếm 50%. Kancheepuram có tỷ lệ 75% biết đọc biết viết, cao hơn tỷ lệ trung bình toàn quốc là 59,5%: tỷ lệ cho phái nam là 81%, và tỷ lệ cho phái nữ là 69%. Tại Kancheepuram, 10% dân số nhỏ hơn 6 tuổi.